# Clubiona distincta
Clubiona distincta är en spindelart som beskrevs av Tamerlan Thorell 1887. Clubiona distincta ingår i släktet Clubiona och familjen säckspindlar.
Artens utbredningsområde är Myanmar. Inga underarter finns listade i Catalogue of Life.